# Calle de la Estación (Valladolid)
La calle de la Estación es una vía urbana de la ciudad de Valladolid, España.

## Descripción
Aparece descrita en Las calles de Valladolid de Juan Agapito y Revilla de la siguiente manera:

En prolongación recta de la antigua «acera de Recoletos», hubo un callejón, con el cual lindaba el costado de la izquierda del convento de Capuchinos y huerta aneja al mismo; tenía una puerta o portillo hacia el frente de la iglesia de tal convento, que se indica en la plaza de Colón, y estaba abierto por el otro extremo que daba al campo. Ese callejón está rotulado en el plano de 1738 con el de «Callejón de los Toros», porque por él entrarían los que a la ciudad conducían para ser sacrificados en el matadero del Rastro. Sin rótulo, aparece también dicho callejón en el plano de 1788, y ya en el de 1844 no figura y desaparece tal calleja.

Vendría a sustituir su uso de conducción de los toros otra especie de camino o callejón, más ancho que el mencionado, que iba desde el final de la acera de Recoletos al portillo de la Merced descalza, y al final de la calle de los Labradores, el cual se tituló también «callejón de los Toros» al ser suprimido el primeramente citado. Y por acuerdo del Ayuntamiento de 10 de abril de 1863, se acordó que «Se llamará calle de la Estación lo que antes se titulaba callejón de los Toros, hasta el Portillo nuevo que comunica con aquella», nombre que estaba justificado por la proximidad a la estación del ferrocarril.
Al final de la calle, como se ha dicho, estuvo el convento de la Merced descalza, que allí se estableció el 18 de julio de 1610, después de haber ocupado otros cuatro puntos en la ciudad y camino de Fuensaldaña. En la ocupación de Valladolid por los franceses en 1812 fue destruido el convento, y reunidos otra vez los frailes en 1819, se constituyeron en comunidad ocupando el hospital de San Juan de Letrán hasta la exclaustración.
Los terrenos que habían sido convento de la Merced descalza vinieron a acrecer los necesarios para los locales, talleres y demás dependencias de la Compañía del ferrocarril del Norte, de modo que ésta llegó a ocupar, además de los que adquirió directamente de otras propiedades particulares, los terrenos que habían sido de los conventos de religiosos Capuchinos y Mercedarios descalzos.

Desde la calle de Labradores a la de Panaderos, según el Manual, y desde la Estación a Labradores, o sea toda la calle de la Estación, según el Indicador, se llamó también «Solana del portillo de la Merced». En efecto, era un buen paseo de invierno.